# Sdruzzinà
Sdruzzinà è una frazione del comune di Ala in Vallagarina, provincia autonoma di Trento.

## Caratteristiche locali
Nella frazione, le caratteristiche rurali del comune di Ala e dintorni sono mantenute. Ad esempio a Sdruzzinà, come anche per le frazioni di Chizzola e Pilcante, le antiche case rurali conservano i cortili interni e i loro tratti più originali. Di queste case storiche ne esistono una ventina, con i cortili chiusi da pesanti portoni.
Nella zona, anche se in pochissimi casi, i proprietari lavorano ancora i campi visto che nelle zone limitrofe alla frazione troviamo molti campi da coltivazione e vigneti.
Inoltre questa parte della Vallagarina è anche riconosciuta per essere parte di produzione vinaria della "Zona del Marzemino" della strada del vino e dei sapori del Trentino (riconosciuta anche dai cartelli posti sulla strada).

## Geografia fisica

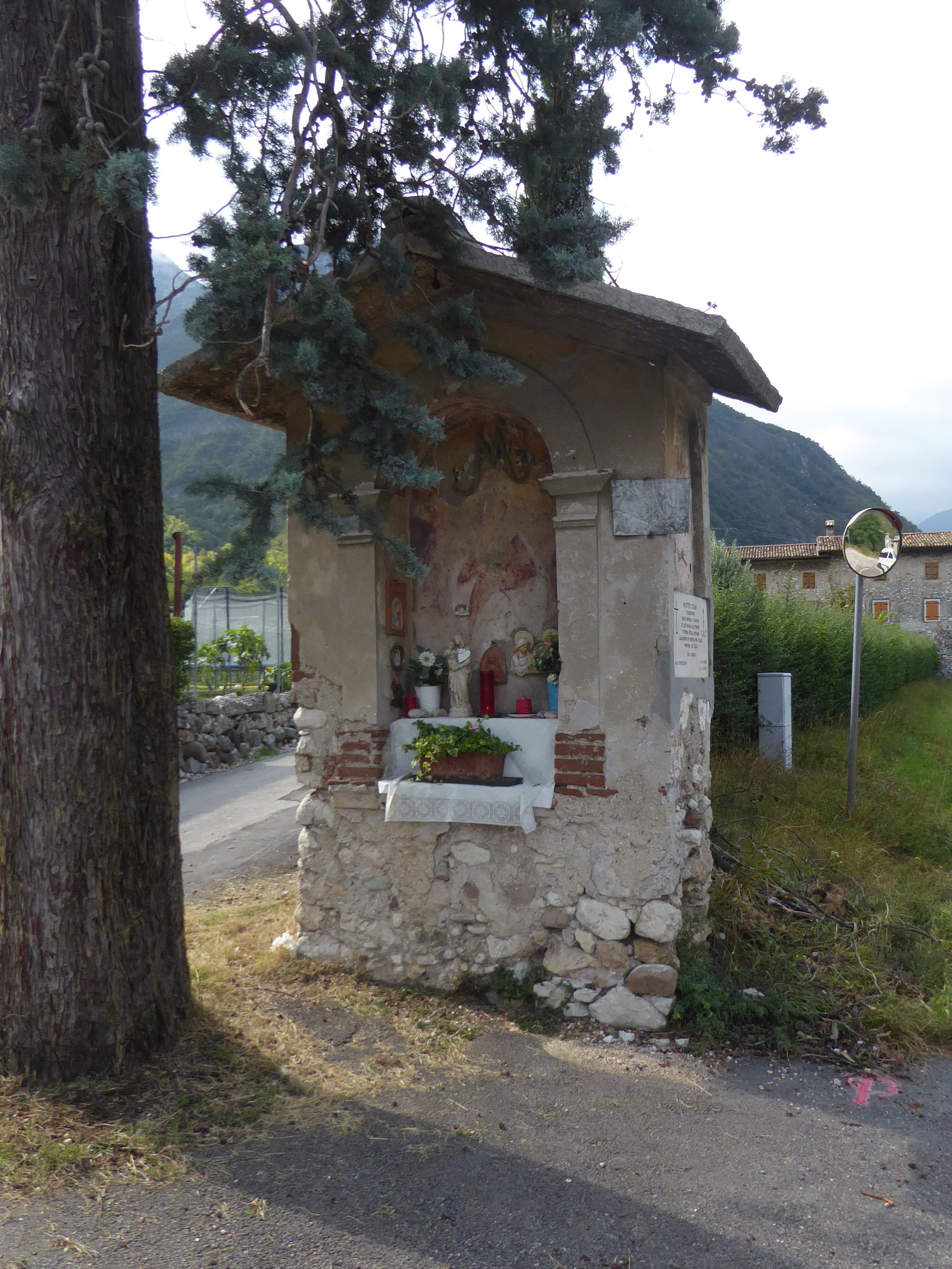
Capitello votivo lungo la SS12

Si trova a sud rispetto alla sede comunale, ed è l'ultima frazione del comune prima di raggiungere il comune di Avio.
La frazione è facilmente raggiungibile tramite la strada statale 12 dell'Abetone e del Brennero, ed è il punto di partenza della strada provinciale 211 dei Monti Lessini, dalla quale si può raggiungere la frazione di Sega di Ala e la Malga Riondera, per poi infine arrivare all'Altopiano della Lessinia passando per il Passo delle Fittanze (posto al confine della regione Veneto).

## Monumenti e luoghi d'interesse
- Chiesa di San Pietro in Bosco (VI secolo)

## Sport
La frazione è spesso attraversata da molte gare ciclistiche vista la sua posizione strategica fra la Vallagarina ed il suo punto di ingresso verso la Lessinia.
Ad esempio il Giro d'Italia 2021 nella 17ª tappa Canazei - Sega di Ala vinta dall'Irlandese Daniel Martin, prevedeva il passaggio interno alla frazione passando da nord (venendo da Ala tramite la strada statale 12) ad est (verso Sega di Ala, passando sulla salita della strada provinciale 211 dei Monti Lessini).

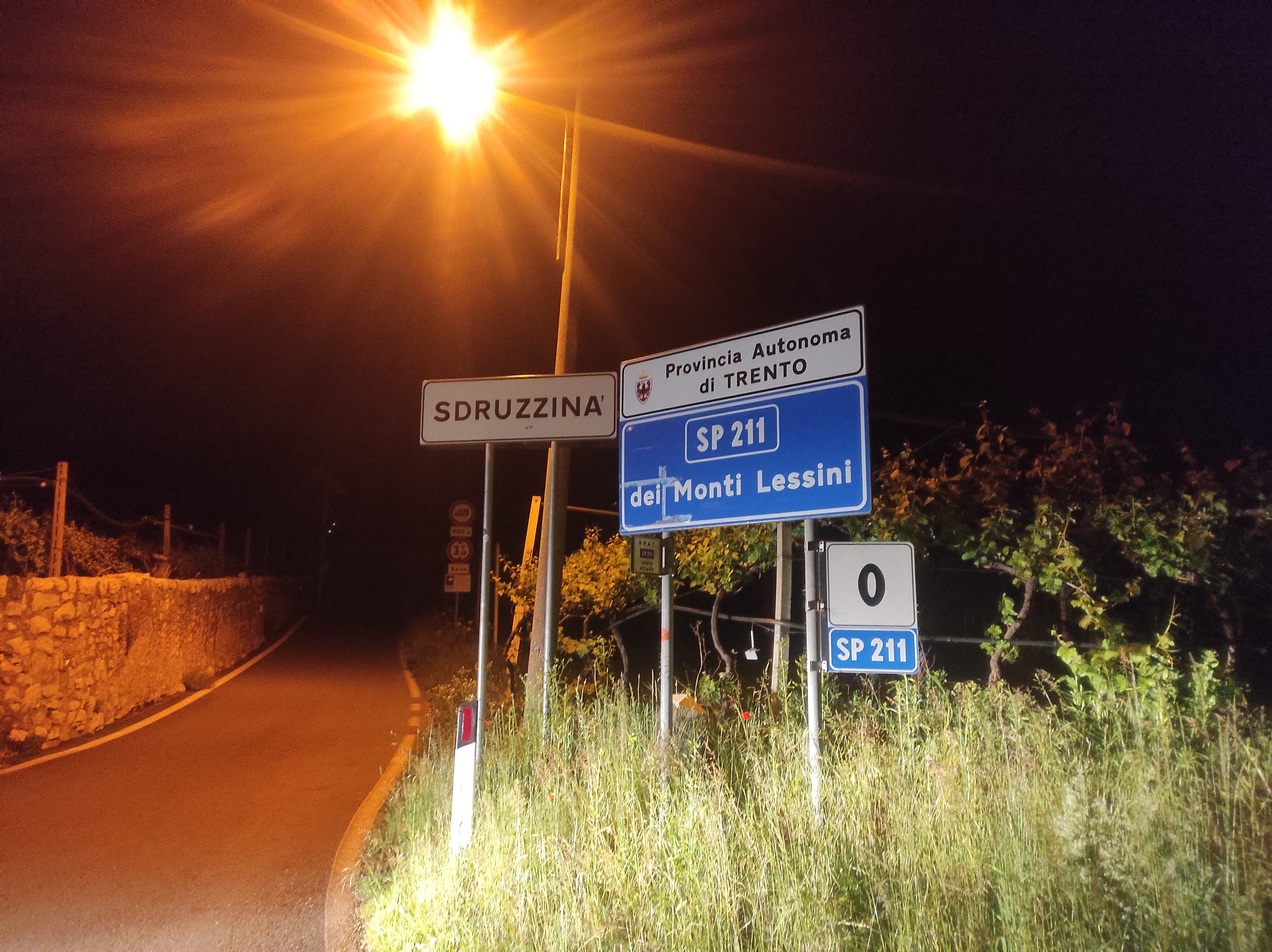
Foto che ritrae l'entrata alla frazione di notte dal bivio sulla SS12